# ایر چارتر سرویس
ایر چارتر سرویس (به انگلیسی: Air Charter Service) یک شرکت هواپیمایی است که در تاریخ ۱۹۹۰ میلادی تأسیس شده است.